# Frans Versichelen
Frans Leo Gustaaf Lodewijk Versichelen (Gent, 27 december 1908 - Sint-Martens-Latem, 1 september 1952) was een Belgisch econoom en hoogleraar aan de Rijksuniversiteit Gent.

## Biografie
Frans Versichelen liep school aan het Koninklijk Atheneum in Gent en studeerde handelswetenschappen (1929), handels- en financiële wetenschappen (1931) en handels- en consulaire wetenschappen (1932) aan de Rijksuniversiteit Gent, alwaar hij in 1994 tot doctor in de handelswetenschappen promoveerde. Vervolgens vatte hij een academische carrière aan de Gentse universiteit aan. Hij was achtereenvolgens tijdelijk helper (1932), tijdelijk assistent (1933) en assistent (1935), vanaf 1939 docent aan de Hogere School voor Handels- en Economische Wetenschappen en vanaf 1943 gewoon hoogleraar aan de faculteit Rechten en de faculteit Wetenschappen en Toegepaste Wetenschappen. Hij was directeur van het Seminarie voor Verkeerseconomie
en van 1944 tot 1952 secretaris van de rechtenfaculteit.
Naast zijn academische carrière vervulde hij tal van publieke mandaten. Hij was:
- voorzitter van de Centrale Raad voor het Bedrijfsleven
- regent van de Nationale Bank van België
- lid van de raad van beheer van het Comité national du Kivu
- lid van de Hoge Raad voor Statistiek
- voorzitter van de Commission des transports du Centre Belge d'études économiques et sociales
- voorzitter van de Belgische afdeling van de Entraide universitaire internationale
- voorzitter der speciale commissie voor advies voor de havenarbeiders te Gent
- lid van de raad van beheer van de Nationale Maatschappij van Buurtspoorwegen
- lid van de raad van beheer van het Nationaal Instituut tot Bevordering van de Huisvesting
- directeur van de studie- en documentatiedienst van het Algemeen Belgisch Vakverbond
- lid van de Nationale Commissie voor de Elektrificatie der Spoorwegen
- lid van het Comité consultatif du groupe d'études pour une union douanière européenne
- lid van de Nationale Delcrederedienst
- lid van de Raad voor Voorlichting en Beroepskeuze

Hij was getrouwd met Marthe Terryn, de eerste vrouwelijke gewoon hoogleraar aan de Rijksuniversiteit Gent.